# سوبینوو
سوبینوو (به لاتین: Soběnov) یک منطقهٔ مسکونی در جمهوری چک است که در ناحیه تشسکی کروملوو واقع شده‌است. سوبینوو ۱۲٫۵۱ کیلومتر مربع مساحت و ۳۵۰ نفر جمعیت دارد و ۶۳۲ متر بالاتر از سطح دریا واقع شده‌است.